# Felipe Estrada
Felipe Estrada Dörner är en svensk kriminolog och professor i kriminologi vid Stockholms universitet. Han har publicerat i ett tjugotal internationella kriminologitidskrifter och forskar om bland annat kriminalpolitik, utsatthet och oro för brott, ojämlika livschanser segregation och ungdomsbrottslighet.
Estrada var tidigare chef för enheten för forskning och utveckling vid Brottsförebyggande rådet (Brå). Både i denna roll och i sin nuvarande tjänst som professor vid Stockholms universitet syns han flitigt i media.